# Царик (рід птахів)
Ца́рик (Odontorchilus) — рід горобцеподібних птахів родини воловоочкових (Troglodytidae). Представники цього роду мешкають в Південній Америці.

## Опис
Царики — дрібні птахи, середня довжина яких становить 12 см, а вага 9-11 г. Їх притаманні відносно довгі, вузькі хвости і дуже тонкі дзьоби з дрібними зазубринами на верхній частині. На відміну від більшості воловоочкових, які ведуть переважно наземний спосіб життя, царики живуть в кронах вологих тропічних лісів: сизі царики — в Андах, сірі царики — в Амазонії.

## Види
Виділяють два види:
- Царик сизий (Odontorchilus branickii)
- Царик сірий (Odontorchilus cinereus)

## Етимологія
Наукова назва роду Odontorchilus походить від сполучення слів дав.-гр. οδους — зуб і ορχιλος — волове очко.